# アマンダ・ロシェル・フェニックス
アマンダ・ロシェル・フェニックス（Amanda Rochelle Penix、1978年9月15日 - ）は、2000年度元ミス・オクラホマ州。オクラホマ・バプテスト大学卒。
現在は家族で経営する会社でグラフィックデザイナーを務めている。敬虔なキリスト教徒、熱心な純潔運動家としても知られており、米国各地で精力的にセミナーを行っている。